# Hubert Lavigne
Hubert Lavigne, nacido en Cons la Grandville,1818 y fallecido en 1882, fue un escultor, grabador y escritor francés.

## Datos biográficos
Nacido en Cons la Grandville (Lorena) , en el año 1818.
Alumno de la École nationale supérieure des beaux-arts de París. Alumno de los académicos Ramey y Dumont.
Obtuvo un tercer puesto (segundo segundo) premio de Roma en el año 1843.Con la obra titulada Muerte de Epaminondas, un bajorrelieve en yeso; quedó por detrás de René-Ambroise Maréchal, primero y Eugène-Louis Lequesne (2º). La escultura de Marechal, ganadora del concurso, pasó a la propiedad del estado francés y se conserva en depósito de la ENSBA de París.
Siguió participando en el concurso del premio de Roma, desde 1845 hasta 1847.
En 1866 participó en el Salón de los Artistas franceses, con la estatua en mármol de un pequeño fauno - en francés: Petit faune, No 2845. Esta pieza fue adquirida por el Estado y fotografiada por Ch. Michelez
A lo largo de su vida se dedicó a recoger la información referente a los fallecimientos de artistas de su época, datos que fueron editados en un libro con el apoyo de la Academia.
Falleció en 1882.

## Obras
Entre las mejores y más conocidas obras de Hubert Lavigne se incluyen las siguientes:
- Tritón con tortuga

en francés: Triton à la conque, fundición en diferentes metales , reproducido a partir del original de Lavigne. Figura de un niño regordete junto a una tortuga; arrodillado con los atributos marineros de tritón: una vieira en el collar y falda de algas y soplando un cuerno. 
- Jeune fille (suivant photographie)
- Fuente con Niño en Villeneuve le Roi , 1881 , fundida en Osne le Val
- Retrato de Pierre Simon Laplace (1749 - 1827), grabado[5]

Entre sus textos citar su libro :
- Etat-civil d'artistes français - Billets d'enterrement ou de décès depuis 1813 jusqu'à nos jours [estado civil de los artistas franceses: Entradas de entierro o muerte desde 1813 hasta la actualidad,]. 2, rue de los Saints-Pères de París: J. BAUR. 1881. 216 págs